# Distracción
Distracción é um município da Colômbia, localizado no departamento de Guajira.